# Маленька аварія
Маленька аварія (англ. Little Accident) — американська кінокомедія режисера Вільяма Джеймса Крафта 1930 року.

## Сюжет
За день до свого другого весілля чоловік дізнається, що його майбутня наречена має дитину.

## У ролях
- Дуглас Фербенкс молодший — Норман Овербек
- Аніта Пейдж — Ізабель
- Саллі Блейн — Мейдж
- Зазу Піттс — Моніка
- Джоан Марш — Доріс
- Роско Карнс — Гілберт
- Слім Саммервілл — Гікс
- Генрі Арметта — Рудольфо Аменделара
- Мертл Стедман — місіс Овербек
- Альберт Грен — містер Овербек
- Нора Сесіл — доктор Зернек
- Берта Манн — міс Хемінгуей
- Гертруда Шорт — міс Кларк
- Дот Фарлі — місіс Ван Дайн